# مساواة اجتماعية

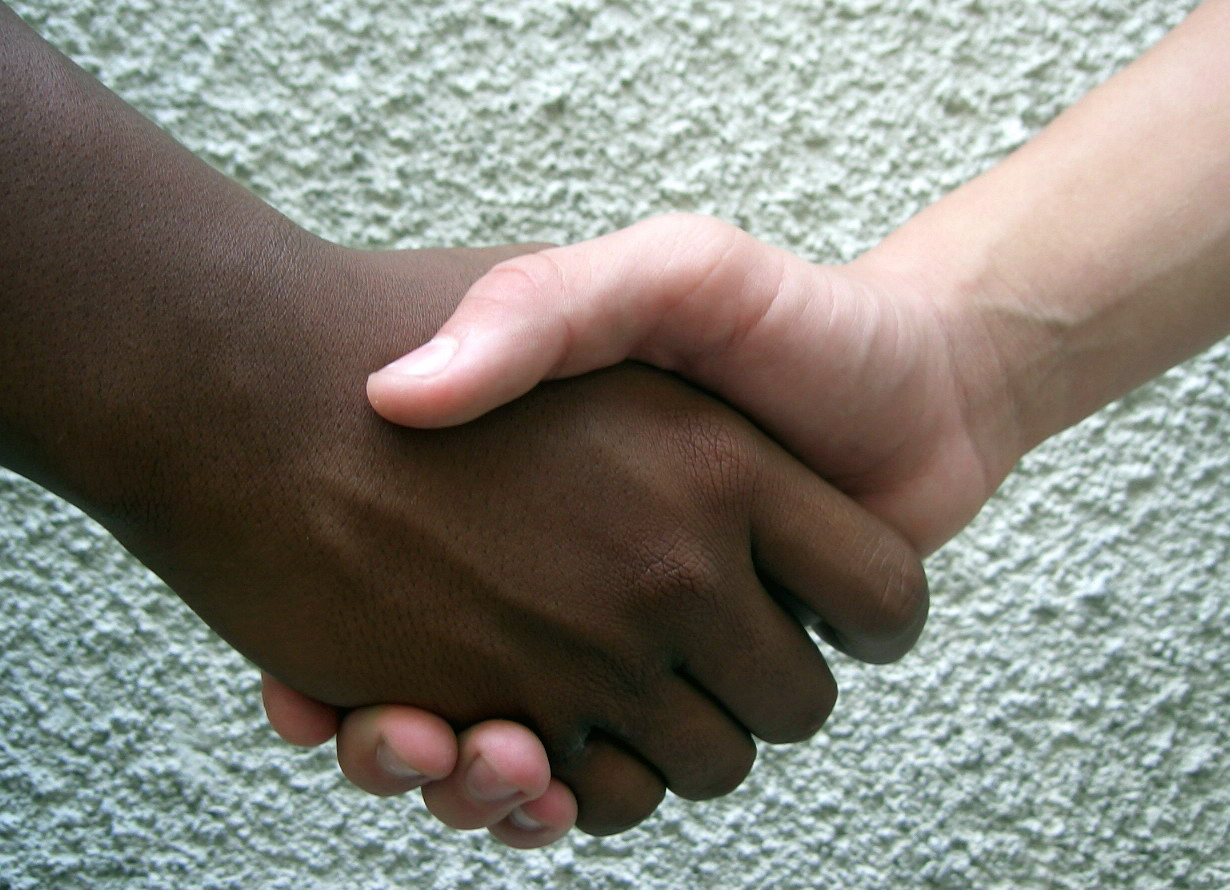
مساواة اجتماعية

المساواة الاجتماعية هي وضع اجتماعي تختفي فيه الامتيازات التي تتمتع بها مجموعات محددة. وهو وضع يسود فيه تكافؤ الفرص ، حيث ينعم الجميع بأوضاع مادية وثقافية تلبي حاجاتهم. يعتمد شكل المساواة الاجتماعية ومضمونها إلى حد كبير على النظام الاجتماعي القائم. وقد شهد التاريخ، من هذه الناحية، تراجعًا من مرحلة المشاعية البدائية إلى مرحلة العبودية . إلا أن مسار التاريخ عاد وتطور فانتقل من مرحلة الإقطاع والاشتراكية. وعلى الرغم من وجود مساواة بين المواطننين إزاء القانون في الدول الرأسمالية بشكل عام، إلا أن المساواة الاقتصادية غير متوافرة بسبب عدم المساواة في توزيع الملكية الفردية بالإضافة إلى وجود دخول لا علاقة لها بالعمل، وافتقار برامج رفاه اجتماعي إلى الفعالية.
أما المنهج الماركسي تجاه المساواة الاجتماعية فهو أكثر رسوخا وتماسكا و منهجية. إنه يشدد على الجانب الاقتصادي والسياسي في آن معا، كما يركز على المساواة في الحقوق والواجبات. و يقوم الموقف الماركسي من المساواة الاجتماعية على الأسس التالية:
1) ليست المساواة الاجتماعية مجرد مثال أخلاقي، ولكنها عنصر أساسي من عناصر الشيوعية .
2) إلغاء استغلال الإنسان للإنسان شرط مسبق لإنجاز المساواة الاجتماعية. كذلك تعدّ الماركسية إلغاء الطبقات لصالح مجتمع بلا فوارق طبقية يؤدي إلى تحقيق المساواة الاجتماعية.
3) إن إعادة توزيع الثروة (بالإنجليزية: The redistribution of wealth)‏ و الدخل لا يؤدي مباشرة إلى إنجاز المساواة الاجتماعية، ولهذا فإن الماركسية تعدّ تطبيق الاشتراكية فيما يتعلق ب أدوات الإنتاج و وسائله (و ليس مجرد التأميم) مسألة جوهرية.
4) عبر الانتقال من الرأسمالية إلى الشيوعية الكاملة يلغى استغلال الإنسان للإنسان وينص المبدأ اللينيني المتعلق بالعمل والمكافأة على ما يلي: "من كل حسب قدرته، إلى كل حسب عمله".
5) في الشيوعية الكاملة تختفي الفروقات بين العمل اليدوي والذهني و بين العمل الريفي والمديني. و النتيجة هي مجتمع المساواة الخالي من الطبقات.
إلا أن الماركسية ترفض المساواة المطلقة (بالإنجليزية: Absolute equalitariansm)‏ ، حتى في نظام الشيوعية الكاملة. إن درجة المساواة الاجتماعية المنجزة حتى الآن في البلدان الاشتراكية متدنية إلى حد مريع. فالفروقات في الدخل ما تزال واسعة. و قد ظهرت النخبة في كل بلد اشتراكي. و هي نخبة ذات امتيازات بشكل أو بآخر.